# Đội tuyển bóng đá quốc gia México

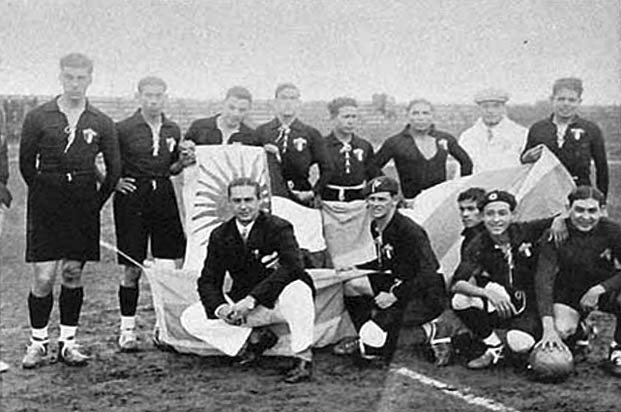
Đội tuyển quốc gia Mexico trước trận đấu đầu tiên tại World Cup với Pháp vào năm 1930.

Đội tuyển bóng đá quốc gia México (tiếng Tây Ban Nha: Selección de fútbol de México) là đội tuyển đại diện cho México ở các giải đấu bóng đá quốc tế và được quản lý bởi Liên đoàn bóng đá México (tiếng Tây Ban Nha: Federación Mexicana de Fútbol). Đội thi đấu với tư cách là thành viên của CONCACAF.
México đã vượt qua vòng loại mười bảy kỳ World Cup và đã vượt qua vòng loại liên tiếp kể từ năm 1994, trở thành một trong sáu quốc gia làm được điều này. Đội tuyển quốc gia México, cùng với Brasil là hai quốc gia duy nhất vượt qua vòng bảng trong bảy kỳ World Cup gần nhất. México đấu với Pháp trong trận đầu tiên của Giải vô địch thế giới đầu tiên vào ngày 13 tháng 7 năm 1930. Thành tích tốt nhất của México tại các kỳ World Cup là lọt vào tứ kết ở cả hai kỳ World Cup 1970 và 1986, cả hai kỳ đều được tổ chức trên đất México.
México là đội tuyển quốc gia thành công nhất trong lịch sử ở khu vực CONCACAF khi đã giành được 12 danh hiệu liên đoàn, bao gồm 9 Cúp vàng CONCACAF và 3 Giải vô địch CONCACAF (tiền thân của Cúp vàng), cũng như 2 Giải vô địch NAFC, 1 Cúp các quốc gia Bắc Mỹ, một Cúp CONCACAF và hai huy chương vàng Đại hội Thể thao Trung Mỹ và Caribe. Đây là một trong tám quốc gia đã giành được hai trong số ba giải đấu bóng đá quan trọng nhất (World Cup, Confederations Cup và Thế vận hội mùa hè), sau khi giành được FIFA Confederations Cup 1999 và Thế vận hội Mùa hè 2012. México cũng là đội duy nhất của CONCACAF vô địch một giải đấu chính thức của FIFA, vô địch Cúp Liên đoàn các châu lục 1999. Mặc dù México thuộc thẩm quyền của CONCACAF, nhưng đội tuyển này thường xuyên được mời tham dự Copa América từ năm 1993 đến năm 2016, về nhì hai lần vào năm 1993 và 2001, ngoài ra còn có ba lần giành được vị trí thứ ba.

## Hình ảnh đội tuyển

### Trang phục và huy hiệu
Đội tuyển quốc gia México theo truyền thống sử dụng hệ thống ba màu, bao gồm áo đấu xanh lá cây, quần đùi trắng và tất đỏ, có nguồn gốc từ quốc kỳ México, được gọi là ba màu. Cho đến giữa những năm 1950, México mặc bộ chủ yếu là màu hạt dẻ, với quần đùi màu đen hoặc xanh đậm.
Vào năm 2015, Adidas đã phát hành một phối màu toàn đen mới cho bộ đồ đá bóng sân nhà của México. Màu xanh lá cây, trắng và đỏ vẫn là màu nhấn.
Vào năm 2017, áo đấu của đội tuyển quốc gia México đã được cập nhật để phản ánh tên Tây Ban Nha của họ được viết đúng chính tả, với dấu phụ.

### Nhà tài trợ trang phục
| Nhà tài trợ | Giai đoạn | Ghi chú |
| ----------- | --------- | ------- |
| Levi's      | 1978–1979 | [ 9 ]   |
| Pony        | 1980–1983 |         |
| Adidas      | 1984–1990 | [ 10 ]  |
| Umbro       | 1991–1994 | [ 11 ]  |
| ABA Sport   | 1995–1998 | [ 12 ]  |
| Garcis      | 1999–2000 | [ 13 ]  |
| Atletica    | 2000–2002 | [ 14 ]  |
| Nike        | 2003–2006 | [ 15 ]  |
| Adidas      | 2007–nay  | [ 16 ]  |

### Truyền thông
Tất cả các trận đấu của México đều được chiếu trực tiếp trên các mạng truyền hình Televisa và TV Azteca ở México. Tại Hoa Kỳ, tất cả các trận giao hữu quốc tế của México và vòng loại World Cup trên sân nhà đều được chiếu trên mạng ngôn ngữ Tây Ban Nha Univision trong khi vòng loại World Cup sân khách được chiếu trên Telemundo. Vào ngày 30 tháng 1 năm 2013, mạng tiếng Anh ESPN và Univision đã công bố thỏa thuận truyền hình các trận đấu vòng loại World Cup trên sân nhà của đội tuyển quốc gia México và các trận giao hữu quốc tế bằng tiếng Anh tại Hoa Kỳ.

## Kình địch với Hoa Kỳ
México và Hoa Kỳ được coi là hai đội tuyển mạnh nhất khu vực CONCACAF. Các trận đấu giữa hai quốc gia thường thu hút sự chú ý của giới truyền thông, sự quan tâm của dư luận và bàn tán của cả hai quốc gia. Mặc dù trận đấu đầu tiên diễn ra vào năm 1934, nhưng sự kình địch của họ không được coi là lớn cho đến cuối những năm 1990, khi Hoa Kỳ nổi lên như một bên quốc tế vững chắc. Vào ngày 15 tháng 8 năm 2012, Hoa Kỳ đã đánh bại México tại san vận động Azteca trong chiến thắng đầu tiên của Hoa Kỳ trước México trên đất México sau 75 năm.
Kể từ lần gặp nhau đầu tiên vào năm 1934, hai đội đã gặp nhau 73 lần, trong đó México dẫn đầu trong loạt trận chung cuộc 36–22–15 (W – L – D), vượt qua Mỹ 144–82. México thống trị trong những năm đầu, với thành tích 22-2-2 cho đến năm 1980. Tuy nhiên, kể từ thời điểm đó, loạt trận đã trở nên cạnh tranh hơn nhiều, phần lớn là do sự phát triển nhanh chóng của bóng đá ở Hoa Kỳ. Kể từ năm 2000, loạt đấu nghiêng về Mỹ 17–9–6 (W – L – D), với México vượt lên dẫn trước 32-40. Tuy nhiên, kể từ năm 2011, sự cạnh tranh đã được đánh dấu bằng thành công của México, với việc người México đánh bại Hoa Kỳ trong trận chung kết Cúp vàng CONCACAF vào năm 2011 và 2019, Cúp Vàng CONCACAF năm 2015, chiến thắng trên đất Hoa Kỳ lần đầu tiên kể từ năm 1980. Tuy nhiên, vào năm 2021, México đã để thua Hoa Kỳ trong cả trận chung kết Nations League và trận chung kết Cúp vàng.

## Danh hiệu
- Cúp Liên đoàn các châu lục

Vô địch: 1999
Hạng ba: 1995
- Vô địch CONCACAF

Vô địch: 1965; 1971; 1977; 1993; 1996; 1998; 2003; 2009; 2011; 2015; 2019
Á quân: 1967; 2007; 2021
Hạng ba: 1973; 1981; 1991
- Vô địch Nam Mỹ

Á quân: 1993; 2001
Hạng ba: 1997; 1999; 2007
- Bóng đá nam tại Americas Games

 1967; 1975
 1955; 1991; 1995

## Thành tích quốc tế

### Giải vô địch bóng đá thế giới
| Năm       | Kết quả                  | St                       | T                        | H                        | B                        | Bt                       | Bb                       |
| --------- | ------------------------ | ------------------------ | ------------------------ | ------------------------ | ------------------------ | ------------------------ | ------------------------ |
| 1930      | Vòng 1                   | 3                        | 0                        | 0                        | 3                        | 4                        | 13                       |
| 1934      | Không vượt qua vòng loại | Không vượt qua vòng loại | Không vượt qua vòng loại | Không vượt qua vòng loại | Không vượt qua vòng loại | Không vượt qua vòng loại | Không vượt qua vòng loại |
| 1938      | Bỏ cuộc                  | Bỏ cuộc                  | Bỏ cuộc                  | Bỏ cuộc                  | Bỏ cuộc                  | Bỏ cuộc                  | Bỏ cuộc                  |
| 1950      | Vòng 1                   | 3                        | 0                        | 0                        | 3                        | 2                        | 10                       |
| 1954      | Vòng 1                   | 2                        | 0                        | 0                        | 2                        | 2                        | 8                        |
| 1958      | Vòng 1                   | 3                        | 0                        | 1                        | 2                        | 1                        | 8                        |
| 1962      | Vòng 1                   | 3                        | 1                        | 0                        | 2                        | 3                        | 4                        |
| 1966      | Vòng 1                   | 3                        | 0                        | 2                        | 1                        | 1                        | 3                        |
| 1970      | Tứ kết                   | 4                        | 2                        | 1                        | 1                        | 6                        | 4                        |
| 1974      | Không vượt qua vòng loại | Không vượt qua vòng loại | Không vượt qua vòng loại | Không vượt qua vòng loại | Không vượt qua vòng loại | Không vượt qua vòng loại | Không vượt qua vòng loại |
| 1978      | Vòng 1                   | 3                        | 0                        | 0                        | 3                        | 2                        | 12                       |
| 1982      | Không vượt qua vòng loại | Không vượt qua vòng loại | Không vượt qua vòng loại | Không vượt qua vòng loại | Không vượt qua vòng loại | Không vượt qua vòng loại | Không vượt qua vòng loại |
| 1986      | Tứ kết                   | 5                        | 3                        | 2                        | 0                        | 6                        | 2                        |
| 1990      | Bị cấm tham dự           | Bị cấm tham dự           | Bị cấm tham dự           | Bị cấm tham dự           | Bị cấm tham dự           | Bị cấm tham dự           | Bị cấm tham dự           |
| 1994      | Vòng 2                   | 4                        | 1                        | 2                        | 1                        | 4                        | 4                        |
| 1998      | Vòng 2                   | 4                        | 1                        | 2                        | 1                        | 8                        | 7                        |
| 2002      | Vòng 2                   | 4                        | 2                        | 1                        | 1                        | 4                        | 4                        |
| 2006      | Vòng 2                   | 4                        | 1                        | 1                        | 2                        | 5                        | 5                        |
| 2010      | Vòng 2                   | 4                        | 1                        | 1                        | 2                        | 4                        | 5                        |
| 2014      | Vòng 2                   | 4                        | 2                        | 1                        | 1                        | 5                        | 3                        |
| 2018      | Vòng 2                   | 4                        | 2                        | 0                        | 2                        | 3                        | 6                        |
| 2022      | Vòng 1                   | 3                        | 1                        | 1                        | 1                        | 2                        | 3                        |
| 2026      | Đồng chủ nhà             | Đồng chủ nhà             | Đồng chủ nhà             | Đồng chủ nhà             | Đồng chủ nhà             | Đồng chủ nhà             | Đồng chủ nhà             |
| 2030      | Chưa xác định            | Chưa xác định            | Chưa xác định            | Chưa xác định            | Chưa xác định            | Chưa xác định            | Chưa xác định            |
| 2034      | Chưa xác định            | Chưa xác định            | Chưa xác định            | Chưa xác định            | Chưa xác định            | Chưa xác định            | Chưa xác định            |
| Tổng cộng | 17/22 2 lần tứ kết       | 60                       | 17                       | 15                       | 28                       | 62                       | 101                      |

### Cúp Liên đoàn các châu lục
| Năm       | Kết quả                   | St                        | T                         | H                         | B                         | Bt                        | Bb                        |
| --------- | ------------------------- | ------------------------- | ------------------------- | ------------------------- | ------------------------- | ------------------------- | ------------------------- |
| 1992      | Không giành quyền tham dự | Không giành quyền tham dự | Không giành quyền tham dự | Không giành quyền tham dự | Không giành quyền tham dự | Không giành quyền tham dự | Không giành quyền tham dự |
| 1995      | Hạng ba                   | 3                         | 1                         | 2                         | 0                         | 4                         | 2                         |
| 1997      | Vòng 1                    | 3                         | 1                         | 0                         | 2                         | 8                         | 6                         |
| 1999      | Vô địch                   | 5                         | 4                         | 1                         | 0                         | 13                        | 6                         |
| 2001      | Vòng 1                    | 3                         | 0                         | 0                         | 3                         | 1                         | 8                         |
| 2003      | Không giành quyền tham dự | Không giành quyền tham dự | Không giành quyền tham dự | Không giành quyền tham dự | Không giành quyền tham dự | Không giành quyền tham dự | Không giành quyền tham dự |
| 2005      | Hạng tư                   | 5                         | 2                         | 2                         | 1                         | 7                         | 6                         |
| 2009      | Không giành quyền tham dự | Không giành quyền tham dự | Không giành quyền tham dự | Không giành quyền tham dự | Không giành quyền tham dự | Không giành quyền tham dự | Không giành quyền tham dự |
| 2013      | Vòng 1                    | 3                         | 1                         | 0                         | 2                         | 3                         | 5                         |
| 2017      | Hạng tư                   | 5                         | 2                         | 1                         | 2                         | 8                         | 10                        |
| Tổng cộng | 7/10 1 lần vô địch        | 27                        | 11                        | 6                         | 10                        | 44                        | 43                        |

### Cúp Vàng CONCACAF
| Năm       | Kết quả                  | St                       | T                        | H                        | B                        | Bt                       | Bb                       |
| --------- | ------------------------ | ------------------------ | ------------------------ | ------------------------ | ------------------------ | ------------------------ | ------------------------ |
| 1963      | Không vượt qua vòng loại | Không vượt qua vòng loại | Không vượt qua vòng loại | Không vượt qua vòng loại | Không vượt qua vòng loại | Không vượt qua vòng loại | Không vượt qua vòng loại |
| 1965      | Vô địch                  | 5                        | 4                        | 1                        | 0                        | 13                       | 2                        |
| 1967      | Á quân                   | 5                        | 4                        | 0                        | 1                        | 10                       | 1                        |
| 1969      | Hạng tư                  | 5                        | 1                        | 2                        | 2                        | 4                        | 5                        |
| 1971      | Vô địch                  | 5                        | 4                        | 1                        | 0                        | 6                        | 1                        |
| 1973      | Hạng ba                  | 5                        | 2                        | 2                        | 1                        | 10                       | 5                        |
| 1977      | Vô địch                  | 5                        | 5                        | 0                        | 0                        | 20                       | 5                        |
| 1981      | Hạng ba                  | 5                        | 1                        | 3                        | 1                        | 6                        | 3                        |
| 1985      | Không tham dự            | Không tham dự            | Không tham dự            | Không tham dự            | Không tham dự            | Không tham dự            | Không tham dự            |
| 1989      | Bị cấm thi đấu           | Bị cấm thi đấu           | Bị cấm thi đấu           | Bị cấm thi đấu           | Bị cấm thi đấu           | Bị cấm thi đấu           | Bị cấm thi đấu           |
| 1991      | Hạng ba                  | 5                        | 3                        | 1                        | 1                        | 10                       | 5                        |
| 1993      | Vô địch                  | 5                        | 4                        | 1                        | 0                        | 28                       | 2                        |
| 1996      | Vô địch                  | 4                        | 4                        | 0                        | 0                        | 9                        | 0                        |
| 1998      | Vô địch                  | 4                        | 4                        | 0                        | 0                        | 8                        | 2                        |
| 2000      | Tứ kết                   | 3                        | 1                        | 1                        | 1                        | 6                        | 3                        |
| 2002      | Tứ kết                   | 3                        | 2                        | 1                        | 0                        | 4                        | 1                        |
| 2003      | Vô địch                  | 5                        | 4                        | 1                        | 0                        | 9                        | 0                        |
| 2005      | Tứ kết                   | 4                        | 2                        | 0                        | 2                        | 7                        | 4                        |
| 2007      | Á quân                   | 6                        | 4                        | 0                        | 2                        | 7                        | 5                        |
| 2009      | Vô địch                  | 6                        | 5                        | 1                        | 0                        | 15                       | 2                        |
| 2011      | Vô địch                  | 6                        | 6                        | 0                        | 0                        | 22                       | 4                        |
| 2013      | Bán kết                  | 5                        | 3                        | 0                        | 2                        | 8                        | 5                        |
| 2015      | Vô địch                  | 6                        | 4                        | 2                        | 0                        | 16                       | 6                        |
| 2017      | Bán kết                  | 5                        | 3                        | 1                        | 1                        | 6                        | 2                        |
| 2019      | Vô địch                  | 6                        | 5                        | 1                        | 0                        | 16                       | 4                        |
| 2021      | Á quân                   | 6                        | 4                        | 1                        | 1                        | 9                        | 2                        |
| 2023      | Vô địch                  | 6                        | 5                        | 0                        | 1                        | 13                       | 2                        |
| Tổng cộng | 11 lần vô địch           | 123                      | 85                       | 21                       | 17                       | 271                      | 73                       |

### Cúp bóng đá Nam Mỹ
| Năm       | Kết quả        | St             | T              | H              | B              | Bt             | Bb             |
| --------- | -------------- | -------------- | -------------- | -------------- | -------------- | -------------- | -------------- |
| 1993      | Á quân         | 6              | 2              | 2              | 2              | 9              | 7              |
| 1995      | Tứ kết         | 4              | 1              | 2              | 1              | 5              | 4              |
| 1997      | Hạng ba        | 6              | 2              | 2              | 2              | 8              | 9              |
| 1999      | Hạng ba        | 6              | 3              | 1              | 2              | 10             | 9              |
| 2001      | Á quân         | 6              | 3              | 1              | 2              | 5              | 3              |
| 2004      | Tứ kết         | 4              | 2              | 1              | 1              | 5              | 7              |
| 2007      | Hạng ba        | 6              | 4              | 1              | 1              | 13             | 5              |
| 2011      | Vòng 1         | 3              | 0              | 0              | 3              | 1              | 4              |
| 2015      | Vòng 1         | 3              | 0              | 2              | 1              | 4              | 5              |
| 2016      | Tứ kết         | 4              | 2              | 1              | 1              | 6              | 9              |
| 2019      | Không được mời | Không được mời | Không được mời | Không được mời | Không được mời | Không được mời | Không được mời |
| 2021      | Không được mời | Không được mời | Không được mời | Không được mời | Không được mời | Không được mời | Không được mời |
| 2024      | Vòng 1         | 3              | 1              | 1              | 1              | 1              | 1              |
| Tổng cộng | 2 lần á quân   | 51             | 20             | 14             | 17             | 67             | 63             |

### Thế vận hội
- (Nội dung thi đấu dành cho cấp đội tuyển quốc gia cho đến kỳ Đại hội năm 1988)

| Năm           | Thành tích               | Thứ hạng                 | Trận                     | W                        | D                        | L                        | GF                       | GA                       |               |
| ------------- | ------------------------ | ------------------------ | ------------------------ | ------------------------ | ------------------------ | ------------------------ | ------------------------ | ------------------------ | ------------- |
| 1928          | Vòng 1                   | 14th                     | 2                        | 0                        | 0                        | 2                        | 2                        | 10                       |               |
| 1936          | Vòng 1                   | Không tham dự            | Không tham dự            | Không tham dự            | Không tham dự            | Không tham dự            | Không tham dự            | Không tham dự            | Không tham dự |
| 1948          | 11th                     | 1                        | 0                        | 0                        | 1                        | 3                        | 5                        |                          |               |
| 1952 đến 1960 | Không vượt qua vòng loại | Không vượt qua vòng loại | Không vượt qua vòng loại | Không vượt qua vòng loại | Không vượt qua vòng loại | Không vượt qua vòng loại | Không vượt qua vòng loại | Không vượt qua vòng loại |               |
| 1964          | Vòng 1                   | 11th                     | 3                        | 0                        | 1                        | 2                        | 2                        | 6                        |               |
| 1968          | Hạng tư                  | 4th                      | 5                        | 3                        | 0                        | 2                        | 10                       | 7                        |               |
| 1972          | Vòng 2                   | 7th                      | 6                        | 2                        | 1                        | 3                        | 4                        | 14                       |               |
| 1976          | Vòng 1                   | 9th                      | 3                        | 0                        | 2                        | 1                        | 4                        | 7                        |               |
| 1980 đến 1984 | Không vượt qua vòng loại | Không vượt qua vòng loại | Không vượt qua vòng loại | Không vượt qua vòng loại | Không vượt qua vòng loại | Không vượt qua vòng loại | Không vượt qua vòng loại | Không vượt qua vòng loại |               |
| 1988          | Bị cấm tham dự           | Bị cấm tham dự           | Bị cấm tham dự           | Bị cấm tham dự           | Bị cấm tham dự           | Bị cấm tham dự           | Bị cấm tham dự           | Bị cấm tham dự           |               |
| Tổng cộng     | 1 lần hạng tư            | 6/13                     | 20                       | 5                        | 4                        | 11                       | 25                       | 49                       |               |

## Kết quả thi đấu

### 2024
| 21 tháng 3 CONCACAF Nations League 2023–24 | Panama | 0–3      | México                                    | Arlington, Hoa Kỳ                                                                          |  |
|                                            |        | Chi tiết | - Álvarez 40' - Quiñones 43' - Pineda 67' | Sân vận động: Sân vận động AT&T Lượng khán giả: 40,926 Trọng tài: Walter López (Guatemala) |  |

| 24 tháng 3 CONCACAF Nations League 2023–24 | Hoa Kỳ                  | 2–0      | México | Arlington, Hoa Kỳ                                                |  |
|                                            | - Adams 45' - Reyna 63' | Chi tiết |        | Sân vận động: Sân vận động AT&T Trọng tài: Drew Fischer (Canada) |  |

| 31 tháng 5 Giao hữu | México          | 1–0      | Bolivia | Chicago, Hoa Kỳ             |  |
| 18:00 CST           | Ef. Álvarez 47' | Chi tiết |         | Sân vận động: Soldier Field |  |

| 5 tháng 6 Giao hữu | México | 0–4      | Uruguay                              | Denver, Hoa Kỳ                                                              |  |
| 19:00 MDT          |        | Chi tiết | - Núñez 7', 44', 49' - Pellistri 26' | Sân vận động: Empower Field at Mile High Trọng tài: Oshane Nation (Jamaica) |  |

| 8 tháng 6 Giao hữu | México                             | 2–3      | Brasil                                        | College Station, Hoa Kỳ                                                           |  |
| 20:00 UTC-5        | - Quiñones 73' - G. Martínez 90+2' | Chi tiết | - Pereira 5' - Martinelli 54' - Endrick 90+6' | Sân vận động: Kyle Field Lượng khán giả: 85,249 Trọng tài: Lukasz Szpala (Hoa Kỳ) |  |

| 22 tháng 6 Copa América | México        | 1–0      | Jamaica | Houston, Hoa Kỳ                                                                         |  |
| 20:00 UTC-5             | - Arteaga 69' | Chi tiết |         | Sân vận động: Sân vận động NRG Lượng khán giả: 53,763 Trọng tài: Ismail Elfath (Hoa Kỳ) |  |

| 26 tháng 6 Copa América | Venezuela            | 1–0      | México | Inglewood, Hoa Kỳ                                                                        |  |
| 18:00 UTC-7             | - Rondón 57' (ph.đ.) | Chi tiết |        | Sân vận động: Sân vận động SoFi Lượng khán giả: 72,773 Trọng tài: Raphael Claus (Brasil) |  |

| 30 tháng 6 Copa América | México | 0–0      | Ecuador | Glendale, Hoa Kỳ                                                                                  |  |
| 17:00 UTC-7             |        | Chi tiết |         | Sân vận động: Sân vận động State Farm Lượng khán giả: 62,565 Trọng tài: Mario Escobar (Guatemala) |  |

| 7 tháng 9 Giao hữu | México | v | New Zealand | Pasadena, Hoa Kỳ                     |  |
| --:-- -            |        |   |             | Sân vận động: Sân vận động Rose Bowl |  |

| 10 tháng 9 Giao hữu | México | v | Canada | Arlington, Hoa Kỳ               |  |
| --:-- -             |        |   |        | Sân vận động: Sân vận động AT&T |  |

## Kỷ lục

### Số lần khoác áo đội tuyển quốc gia

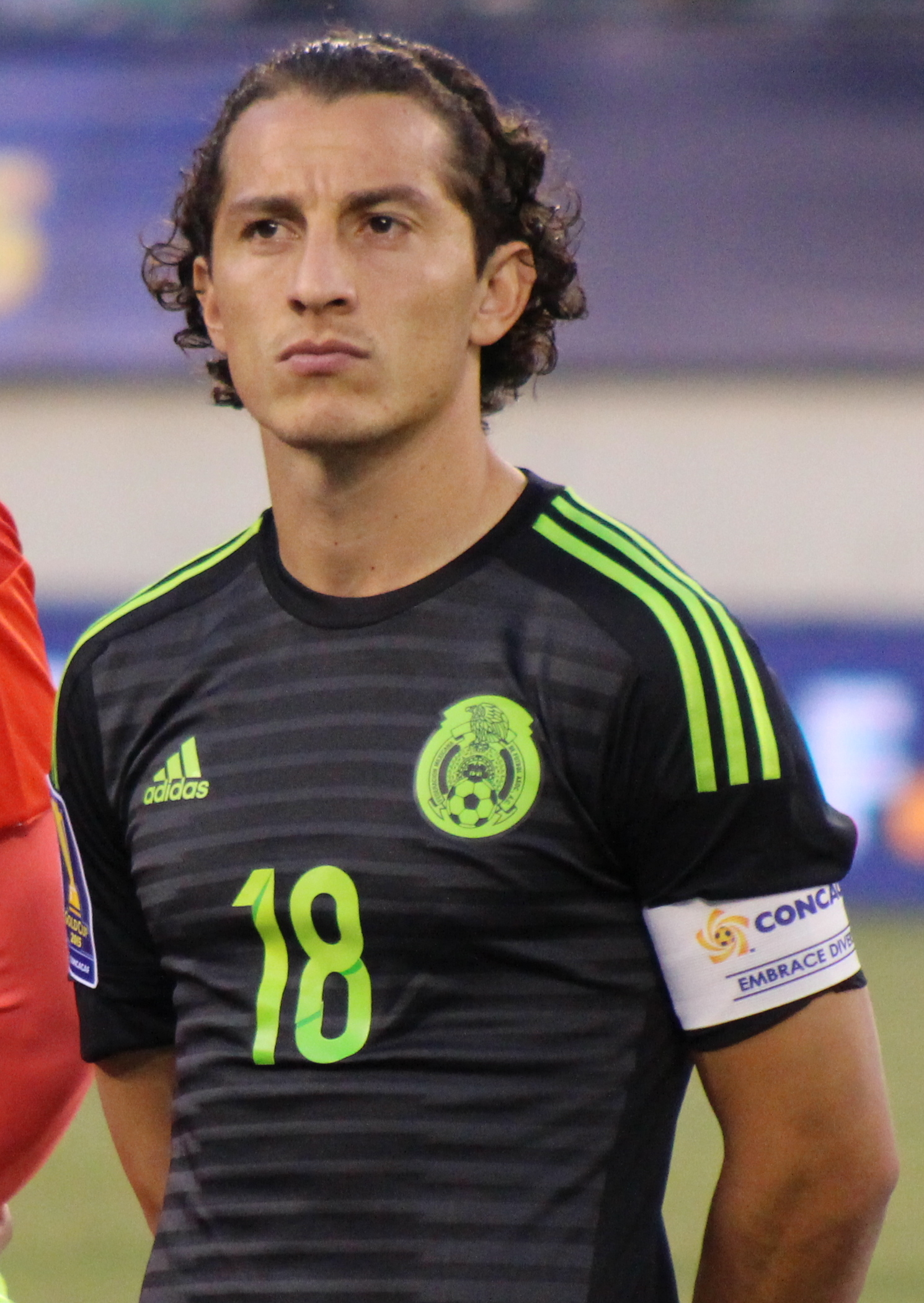
Andrés Guardado là cầu thủ khoác áo đội tuyển quốc gia nhiều nhất với 179 trận.

Cầu thủ in đậm vẫn còn thi đấu cho đội tuyển México.
Tính đến ngày 8 tháng 6 năm 2024.
| #  | Cầu thủ         | Năm thi đấu | Số trận |
| -- | --------------- | ----------- | ------- |
| 1  | Andrés Guardado | 2005–2022   | 179     |
| 2  | Claudio Suárez  | 1992–2006   | 177     |
| 3  | Guillermo Ochoa | 2005–       | 150     |
| 4  | Rafael Márquez  | 1997–2018   | 147     |
| 5  | Pável Pardo     | 1996–2009   | 146     |
| 5  | Gerardo Torrado | 1999–2013   | 146     |
| 7  | Héctor Moreno   | 2007–2023   | 132     |
| 8  | Jorge Campos    | 1991–2004   | 130     |
| 9  | Carlos Salcido  | 2004–2014   | 124     |
| 10 | Ramón Ramírez   | 1991–2000   | 121     |

### Cầu thủ ghi nhiều bàn thắng nhất

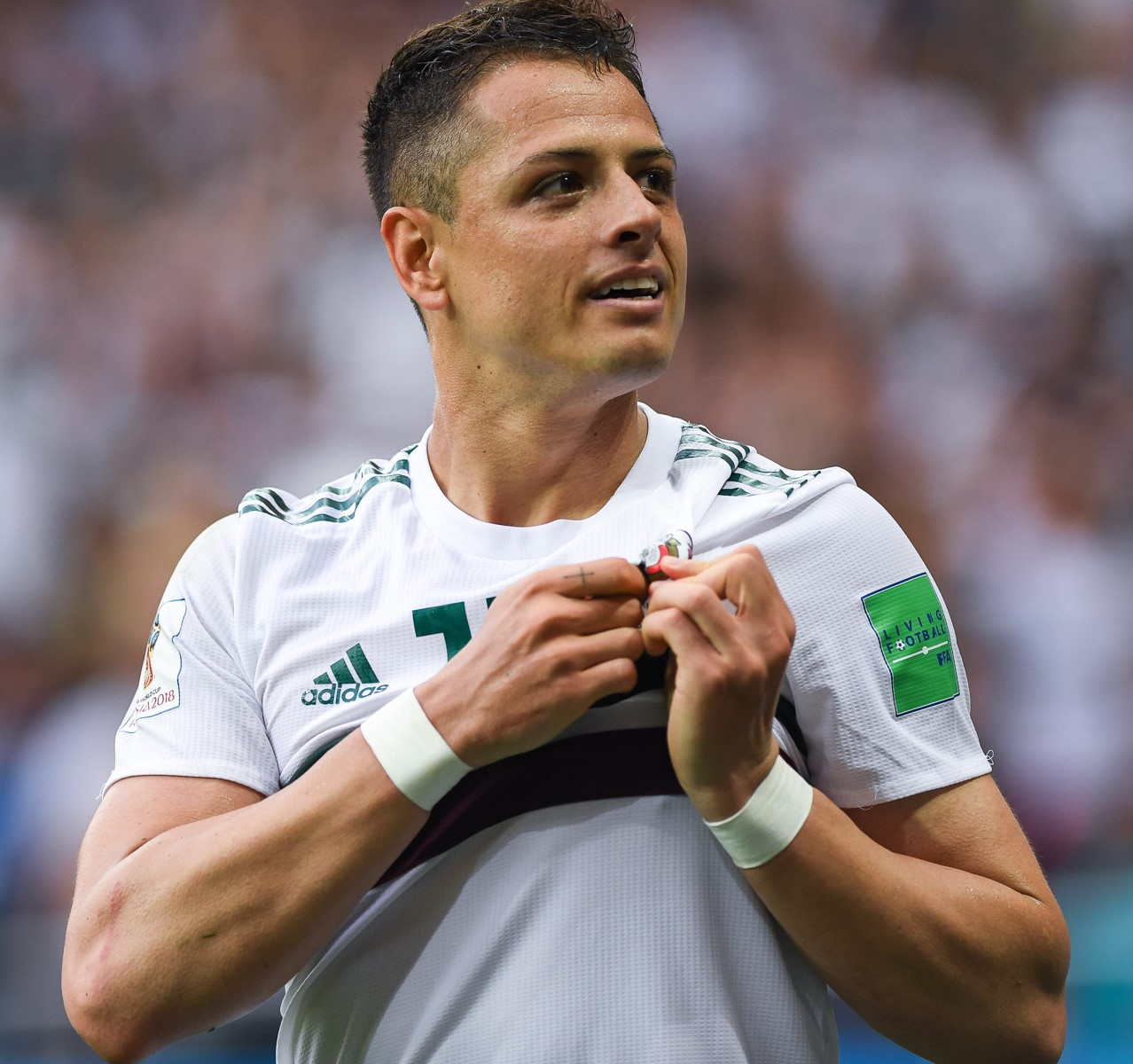
Javier Hernández là cầu thủ ghi nhiều bàn thắng nhất cho đội tuyển quốc gia với 52 bàn.

Cầu thủ in đậm vẫn còn thi đấu cho đội tuyển México.
Tính đến ngày 21 tháng 11 năm 2023.
| #  | Cầu thủ            | Năm thi đấu | Số trận | Bàn thắng | Kỷ lục |
| -- | ------------------ | ----------- | ------- | --------- | ------ |
| 1  | Javier Hernández   | 2009–2019   | 109     | 52        | 0.48   |
| 2  | Jared Borgetti     | 1997–2008   | 89      | 46        | 0.51   |
| 3  | Carlos Hermosillo  | 1984–1997   | 90      | 35        | 0.38   |
| 3  | Luis Hernández     | 1995–2002   | 85      | 35        | 0.41   |
| 5  | Cuauhtémoc Blanco  | 1995-2014   | 120     | 39        | 0.32   |
| 6  | Raúl Jiménez       | 2013–       | 104     | 33        | 0.3    |
| 7  | Enrique Borja      | 1966–1975   | 65      | 31        | 0.47   |
| 8  | Luis Roberto Alves | 1988–2001   | 84      | 30        | 0.35   |
| 9  | Hugo Sánchez       | 1977–1998   | 58      | 29        | 0.50   |
| 10 | Luis García        | 1991–1999   | 77      | 28        | 0.36   |
| 10 | Andrés Guardado    | 2005–2022   | 179     | 28        | 0.16   |

## Cầu thủ

### Đội hình hiện tại
Đây là đội hình đã hoàn thành Copa América 2024.

Số liệu thống kê tính đến ngày 30 tháng 6 năm 2024, sau trận gặp Ecuador.
| Số | VT | Cầu thủ                    | Ngày sinh (tuổi)  | Trận | Bàn | Câu lạc bộ      |
| -- | -- | -------------------------- | ----------------- | ---- | --- | --------------- |
| 1  | TM | Julio González             | 23 tháng 4, 1991  | 5    | 0   | UNAM            |
| 12 | TM | Carlos Acevedo             | 19 tháng 4, 1996  | 6    | 0   | Santos Laguna   |
| 23 | TM | Raúl Rangel                | 25 tháng 2, 2000  | 1    | 0   | Guadalajara     |
|    |    |                            |                   |      |     |                 |
| 2  | HV | Jorge Sánchez              | 10 tháng 12, 1997 | 44   | 1   | Porto           |
| 3  | HV | César Montes               | 24 tháng 2, 1997  | 47   | 1   | Almería         |
| 5  | HV | Johan Vásquez              | 22 tháng 10, 1998 | 26   | 1   | Genoa           |
| 6  | HV | Gerardo Arteaga            | 7 tháng 9, 1998   | 27   | 2   | Monterrey       |
| 13 | HV | Jesús Orozco               | 19 tháng 2, 2002  | 3    | 0   | Guadalajara     |
| 19 | HV | Israel Reyes               | 23 tháng 5, 2000  | 16   | 2   | América         |
| 20 | HV | Brian García               | 31 tháng 10, 1997 | 2    | 0   | Toluca          |
| 26 | HV | Bryan González             | 10 tháng 4, 2003  | 1    | 0   | Pachuca         |
|    |    |                            |                   |      |     |                 |
| 4  | TV | Edson Álvarez (đội trưởng) | 24 tháng 10, 1997 | 79   | 5   | West Ham United |
| 7  | TV | Luis Romo                  | 5 tháng 6, 1995   | 49   | 3   | Monterrey       |
| 8  | TV | Carlos Rodríguez           | 3 tháng 1, 1997   | 52   | 0   | Cruz Azul       |
| 14 | TV | Érick Sánchez              | 27 tháng 9, 1999  | 29   | 3   | América         |
| 15 | TV | Uriel Antuna               | 21 tháng 8, 1997  | 64   | 13  | Cruz Azul       |
| 16 | TV | Jordi Cortizo              | 30 tháng 6, 1996  | 5    | 0   | Monterrey       |
| 17 | TV | Orbelín Pineda             | 24 tháng 3, 1996  | 73   | 10  | AEK Athens      |
| 18 | TV | Marcelo Flores             | 1 tháng 10, 2003  | 3    | 0   | UANL            |
| 24 | TV | Luis Chávez                | 15 tháng 1, 1996  | 34   | 4   | Dynamo Moscow   |
| 25 | TV | Roberto Alvarado           | 7 tháng 9, 1998   | 45   | 5   | Guadalajara     |
|    |    |                            |                   |      |     |                 |
| 9  | TĐ | Julián Quiñones            | 24 tháng 3, 1997  | 8    | 2   | Al-Qadsiah      |
| 10 | TĐ | Alexis Vega                | 25 tháng 11, 1997 | 31   | 6   | Toluca          |
| 11 | TĐ | Santiago Giménez           | 18 tháng 4, 2001  | 30   | 4   | Feyenoord       |
| 21 | TĐ | César Huerta               | 3 tháng 12, 2000  | 10   | 1   | UNAM            |
| 22 | TĐ | Guillermo Martínez         | 15 tháng 3, 1995  | 6    | 2   | UNAM            |

### Triệu tập gần đây
| Vt                                                  | Cầu thủ                | Ngày sinh (tuổi)  | Số trận | Bt | Câu lạc bộ        | Lần cuối triệu tập                      |
| --------------------------------------------------- | ---------------------- | ----------------- | ------- | -- | ----------------- | --------------------------------------- |
| TM                                                  | Luis Malagón           | 2 tháng 3, 1997   | 4       | 0  | América           | v. Brasil, 8 June 2024 INJ              |
| TM                                                  | Álex Padilla           | 1 tháng 9, 2003   | 0       | 0  | Bilbao Athletic   | v. Bolivia 31 May 2024                  |
| TM                                                  | Fernando Tapia         | 17 tháng 6, 2001  | 0       | 0  | Querétaro         | v. Bolivia, 31 May 2024                 |
| TM                                                  | Guillermo Ochoa        | 13 tháng 7, 1985  | 150     | 0  | Salernitana       | v. Hoa Kỳ, 24 March 2024                |
| TM                                                  | José Antonio Rodríguez | 4 tháng 7, 1992   | 2       | 0  | Tijuana           | 2024 CONCACAF Nations League Finals PRE |
|                                                     |                        |                   |         |    |                   |                                         |
| HV                                                  | Víctor Andrés Guzmán   | 7 tháng 3, 2002   | 4       | 0  | Monterrey         | v. Brasil, 8 June 2024                  |
| HV                                                  | Alexis Peña            | 13 tháng 1, 1996  | 2       | 0  | Necaxa            | v. Brasil, 8 June 2024                  |
| HV                                                  | Jesús Alcántar         | 30 tháng 7, 2003  | 1       | 0  | Necaxa            | v. Bolivia, 31 May 2024                 |
| HV                                                  | Alejandro Gómez        | 31 tháng 1, 2002  | 1       | 0  | Tijuana           | v. Bolivia, 31 May 2024                 |
| HV                                                  | Pablo Monroy           | 22 tháng 7, 2002  | 1       | 0  | UNAM              | v. Bolivia, 31 May 2024                 |
| HV                                                  | Jorge Rodríguez        | 3 tháng 9, 2001   | 1       | 0  | Toluca            | v. Bolivia, 31 May 2024                 |
| HV                                                  | Jorge Berlanga         | 18 tháng 7, 2003  | 0       | 0  | Pachuca           | v. Bolivia, 31 May 2024                 |
| HV                                                  | Antonio Leone          | 28 tháng 4, 2004  | 0       | 0  | Monterrey         | v. Bolivia, 31 May 2024                 |
| HV                                                  | Jesús Gallardo         | 15 tháng 8, 1994  | 98      | 2  | Monterrey         | v. Hoa Kỳ, 24 March 2024                |
| HV                                                  | Érick Aguirre          | 23 tháng 2, 1997  | 14      | 0  | Monterrey         | v. Hoa Kỳ, 24 March 2024                |
| HV                                                  | Julián Araujo          | 13 tháng 8, 2001  | 13      | 0  | Las Palmas        | v. Hoa Kỳ, 24 March 2024                |
| HV                                                  | Kevin Álvarez          | 15 tháng 1, 1999  | 15      | 1  | América           | 2024 CONCACAF Nations League Finals PRE |
| HV                                                  | Jesús Angulo           | 30 tháng 1, 1998  | 14      | 0  | UANL              | 2024 CONCACAF Nations League Finals PRE |
| HV                                                  | Cristian Calderón      | 24 tháng 5, 1997  | 4       | 0  | América           | 2024 CONCACAF Nations League Finals PRE |
| HV                                                  | Luis Olivas            | 10 tháng 2, 2000  | 2       | 0  | Mazatlán          | 2024 CONCACAF Nations League Finals PRE |
| HV                                                  | Omar Campos            | 20 tháng 7, 2002  | 1       | 0  | Los Angeles       | 2024 CONCACAF Nations League Finals PRE |
| HV                                                  | Rafael Fernández       | 5 tháng 8, 2000   | 0       | 0  | Tijuana           | 2024 CONCACAF Nations League Finals PRE |
| HV                                                  | Ramón Juárez           | 9 tháng 5, 2001   | 0       | 0  | América           | 2024 CONCACAF Nations League Finals PRE |
| HV                                                  | Ricardo Chávez         | 19 tháng 11, 1994 | 1       | 0  | Atlético San Luis | v. Colombia, 16 December 2023           |
|                                                     |                        |                   |         |    |                   |                                         |
| TV                                                  | Fernando Beltrán       | 8 tháng 5, 1998   | 11      | 0  | Guadalajara       | v. Brasil, 8 June 2024                  |
| TV                                                  | Jordan Carrillo        | 30 tháng 11, 2001 | 2       | 0  | Santos Laguna     | v. Brasil, 8 June 2024                  |
| TV                                                  | Andrés Montaño         | 22 tháng 5, 2002  | 1       | 0  | Cruz Azul         | v. Brasil, 8 June 2024                  |
| TV                                                  | Efraín Álvarez         | 19 tháng 6, 2002  | 5       | 1  | Tijuana           | v. Bolivia, 31 May 2024                 |
| TV                                                  | Fidel Ambríz           | 21 tháng 3, 2003  | 1       | 0  | León              | v. Bolivia, 31 May 2024                 |
| TV                                                  | Ramiro Árciga          | 30 tháng 8, 2004  | 1       | 0  | Mazatlán          | v. Bolivia, 31 May 2024                 |
| TV                                                  | Denzell García         | 15 tháng 8, 2003  | 1       | 0  | Juárez            | v. Bolivia, 31 May 2024                 |
| TV                                                  | Diego Gómez            | 10 tháng 9, 2003  | 1       | 0  | Necaxa            | v. Bolivia, 31 May 2024                 |
| TV                                                  | Alberto Herrera        | 23 tháng 2, 2001  | 1       | 0  | Puebla            | v. Bolivia, 31 May 2024                 |
| TV                                                  | Rodrigo Huescas        | 18 tháng 9, 2003  | 1       | 0  | Cruz Azul         | v. Bolivia, 31 May 2024                 |
| TV                                                  | Rodrigo López          | 12 tháng 11, 2001 | 1       | 0  | UNAM              | v. Bolivia, 31 May 2024                 |
| TV                                                  | Diego Lainez           | 9 tháng 6, 2000   | 26      | 3  | UANL              | 2024 Copa América PRE INJ               |
| TV                                                  | Érick Gutiérrez        | 15 tháng 6, 1995  | 36      | 1  | Guadalajara       | 2024 CONCACAF Nations League Finals PRE |
| TV                                                  | Sebastián Córdova      | 12 tháng 6, 1997  | 17      | 3  | UANL              | 2024 CONCACAF Nations League Finals PRE |
| TV                                                  | Ozziel Herrera         | 25 tháng 5, 2001  | 7       | 0  | UANL              | 2024 CONCACAF Nations League Finals PRE |
| TV                                                  | Víctor Al. Guzmán      | 3 tháng 2, 1995   | 6       | 1  | Guadalajara       | 2024 CONCACAF Nations League Finals PRE |
| TV                                                  | Omar Govea             | 18 tháng 1, 1996  | 5       | 1  | Monterrey         | 2024 CONCACAF Nations League Finals PRE |
| TV                                                  | Érik Lira              | 8 tháng 5, 2000   | 4       | 0  | Cruz Azul         | 2024 CONCACAF Nations League Finals PRE |
| TV                                                  | Marcel Ruiz            | 26 tháng 10, 2000 | 1       | 0  | Toluca            | 2024 CONCACAF Nations League Finals PRE |
| TV                                                  | Juan Pablo Domínguez   | 30 tháng 10, 1998 | 0       | 0  | Toluca            | 2024 CONCACAF Nations League Finals PRE |
| TV                                                  | Diego Medina           | 12 tháng 3, 2001  | 0       | 0  | Santos Laguna     | 2024 CONCACAF Nations League Finals PRE |
| TV                                                  | Pável Pérez            | 26 tháng 6, 1998  | 0       | 0  | Guadalajara       | 2024 CONCACAF Nations League Finals PRE |
| TV                                                  | Alfonso González       | 5 tháng 9, 1994   | 5       | 0  | Monterrey         | v. Colombia, 16 December 2023           |
| TV                                                  | Dieter Villalpando     | 4 tháng 8, 1991   | 1       | 0  | Juárez            | v. Colombia, 16 December 2023           |
| TV                                                  | Héctor Herrera         | 19 tháng 4, 1990  | 105     | 10 | Houston Dynamo    | v. Uzbekistan, 12 September 2023        |
|                                                     |                        |                   |         |    |                   |                                         |
| TĐ                                                  | Ettson Ayón            | 26 tháng 3, 2001  | 1       | 0  | Querétaro         | v. Bolivia, 31 May 2024                 |
| TĐ                                                  | Luca Martínez          | 5 tháng 6, 2001   | 1       | 0  | Rosario Central   | v. Bolivia, 31 May 2024                 |
| TĐ                                                  | Ricardo Monreal        | 10 tháng 2, 2001  | 1       | 0  | Necaxa            | v. Bolivia, 31 May 2024                 |
| TĐ                                                  | Hirving Lozano         | 30 tháng 7, 1995  | 70      | 18 | PSV               | v. Hoa Kỳ, 24 March 2024                |
| TĐ                                                  | Henry Martín           | 18 tháng 11, 1992 | 43      | 9  | América           | v. Hoa Kỳ, 24 March 2024                |
| TĐ                                                  | Raúl Jiménez           | 5 tháng 5, 1991   | 104     | 33 | Fulham            | 2024 CONCACAF Nations League Finals PRE |
| TĐ                                                  | Iván López             | 21 tháng 4, 1999  | 1       | 0  | Toluca            | 2024 CONCACAF Nations League Finals PRE |
| - INJ Rút lui vì chấn thương. - PRE Đội hình sơ bộ. |                        |                   |         |    |                   |                                         |